# Jérémie Mion
Jérémie Mion (París, 5 de julio de 1989) es un deportista francés que compite en vela en la clase 470.
Ganó tres medallas en el Campeonato Mundial de 470 entre los años 2016 y 2022, y seis medallas en el Campeonato Europeo de 470 entre los años 2013 y 2024.
Participó en dos Juegos Olímpicos de Verano, ocupando el séptimo lugar en Río de Janeiro 2016 y el undécimo en Tokio 2020, en la clase 470.

## Palmarés internacional
| \| Campeonato Mundial \| Campeonato Mundial \| Campeonato Mundial \| Campeonato Mundial \| \| Año \| Lugar \| Medalla \| Clase \| \| ------------------ \| -------------------------- \| ------------------ \| ------------------ \| \| 2016 \| San Isidro (Argentina) \| Medalla de bronce \| 470 \| \| 2018 \| Aarhus (Dinamarca) \| Medalla de oro \| 470 \| \| 2022 \| Sdot Yam (Israel) \| Medalla de bronce \| 470 mixto \| \| Campeonato Europeo \| \| \| \| \| Año \| Lugar \| Medalla \| Clase \| \| 2013 \| Formia (Italia) \| Medalla de oro \| 470 \| \| 2016 \| Palma de Mallorca (España) \| Medalla de oro \| 470 \| \| 2017 \| Mónaco (Mónaco) \| Medalla de plata \| 470 \| \| 2019 \| San Remo (Italia) \| Medalla de bronce \| 470 \| \| 2021 \| Vilamoura (Portugal) \| Medalla de oro \| 470 \| \| 2024 \| Cannes (Francia) \| Medalla de bronce \| 470 mixto \| |                            |                   |           |
| Campeonato Mundial |                            |                   |           |
| Año | Lugar                      | Medalla           | Clase     |
| 2016 | San Isidro (Argentina)     | Medalla de bronce | 470       |
| 2018 | Aarhus (Dinamarca)         | Medalla de oro    | 470       |
| 2022 | Sdot Yam (Israel)          | Medalla de bronce | 470 mixto |
| Campeonato Europeo |                            |                   |           |
| Año | Lugar                      | Medalla           | Clase     |
| 2013 | Formia (Italia)            | Medalla de oro    | 470       |
| 2016 | Palma de Mallorca (España) | Medalla de oro    | 470       |
| 2017 | Mónaco (Mónaco)            | Medalla de plata  | 470       |
| 2019 | San Remo (Italia)          | Medalla de bronce | 470       |
| 2021 | Vilamoura (Portugal)       | Medalla de oro    | 470       |
| 2024 | Cannes (Francia)           | Medalla de bronce | 470 mixto |